# Даґ Керн
Даґ Керн (англ. Doug Kern, 10 липня 1963) — американський яхтсмен.
Срібний призер Олімпійських Ігор 1992 року в класі Солінґ.